# Buenos Aires, Chapultenango
Buenos Aires är en ort i Mexiko.   Den ligger i kommunen Chapultenango och delstaten Chiapas, i den sydöstra delen av landet, 700 km öster om huvudstaden Mexico City. Buenos Aires ligger 380 meter över havet och antalet invånare är 311.
Terrängen runt Buenos Aires är kuperad åt nordväst, men åt sydost är den bergig. Buenos Aires ligger nere i en dal. Runt Buenos Aires är det ganska tätbefolkat, med 90 invånare per kvadratkilometer. Närmaste större samhälle är Tapilula, 11,5 km sydost om Buenos Aires. I omgivningarna runt Buenos Aires växer i huvudsak städsegrön lövskog.